# Freddie Potts
Freddie Potts (Barking, 12 settembre 2003) è un calciatore inglese, centrocampista del West Ham Utd.

## Biografia
Proviene da una famiglia di calciatori: suo padre Steve e suo fratello Daniel sono stati o sono calciatori professionisti.

## Carriera
Cresciuto nel settore giovanile del West Ham United, il 29 giugno 2021 firma il suo primo contratto professionistico con gli Hammers, di durata triennale. Il 9 dicembre successivo ha esordito in prima squadra, disputando l'incontro di Europa League perso per 0-1 contro la Dinamo Zagabria, subentrando al minuto 87' ad Andrij Jarmolenko.

## Statistiche

### Presenze e reti nei club
Statistiche aggiornate al 16 marzo 2023.
| Stagione               | Squadra                | Campionato             | Campionato | Campionato | Coppe nazionali | Coppe nazionali | Coppe nazionali | Coppe continentali | Coppe continentali | Coppe continentali | Altre coppe | Altre coppe | Altre coppe | Totale | Totale |
| Stagione               | Squadra                | Comp                   | Pres       | Reti       | Comp            | Pres            | Reti            | Comp               | Pres               | Reti               | Comp        | Pres        | Reti        | Pres   | Reti   |
| ---------------------- | ---------------------- | ---------------------- | ---------- | ---------- | --------------- | --------------- | --------------- | ------------------ | ------------------ | ------------------ | ----------- | ----------- | ----------- | ------ | ------ |
| 2021-2022              | West Ham United        | PL                     | 0          | 0          | FACup+CdL       | 0               | 0               | UEL                | 1                  | 0                  |             | -           | -           | 1      | 0      |
| 2022-2023              | West Ham United        | PL                     | 0          | 0          | FACup+CdL       | 0               | 0               | UECL               | 2                  | 0                  |             | -           | -           | 2      | 0      |
| Totale West Ham United | Totale West Ham United | Totale West Ham United | 0          | 0          |                 | 0               | 0               |                    | 3                  | 0                  |             | -           | -           | 3      | 0      |
| Totale carriera        | Totale carriera        | Totale carriera        | 0          | 0          |                 | 0               | 0               |                    | 3                  | 0                  |             | -           | -           | 3      | 0      |

## Palmarès

### Competizioni internazionali
- UEFA Conference League: 1

West Ham Utd: 2022-2023